# Vanilla heterolopha
Vanilla heterolopha ist eine Pflanzenart aus der Gattung Vanille (Vanilla) in der Familie der Orchideen (Orchidaceae). Sie wächst als Kletterpflanze im tropischen Westafrika.

## Beschreibung
Vanilla heterolopha ist eine kleine immergrüne Kletterpflanze, der Spross erreicht 70 Zentimeter Länge und 0,2 Zentimeter Durchmesser. Die Blätter sind lanzettlich, an der Basis keilförmig bis abgerundet und mit einem 0,5 bis einem Zentimeter langen Blattstiel versehen, vorne lang ausgezogen endend. Sie werden fünf bis 12 Zentimeter lang und 1,3 bis 2,7 Zentimeter breit.
Die Blütezeit von Vanilla heterolopha liegt von Oktober bis Dezember. Der Blütenstand ist unverzweigt, er wird einen bis drei Zentimeter lang und trägt zahlreiche rosafarbene Blüten. Die Tragblätter sind 0,4 Zentimeter lang und stehen so dicht, dass sie sich überlappen. Blütenstiel und Fruchtknoten messen zusammen einen bis zwei Zentimeter. Das dorsale Sepal ist lanzettlich, 1,7 bis 2,2 Zentimeter lang bei 0,5 Zentimeter Breite, die seitlichen Sepalen sind kürzer und breiter (1,7 × 0,8 Zentimeter). Die Petalen sind lanzettlich und messen 1,6 bis zwei Zentimeter Länge und 0,5 Zentimeter Breite. Die Lippe ist etwa 1,3 Zentimeter lang, dreilappig, die Seitenlappen nach oben geschlagen und mit den Rändern der Säule verwachsen. Der mittlere Lappen endet stumpf abgeschnitten, der vordere Rand ist leicht gewellt. Auf der Lippe befinden sich nebeneinander drei Reihen verschieden geformter Anhängsel.

## Verbreitung
Vanilla heterolopha kommt im tropischen Westafrika im Kongo und in Gabun vor. Die Standorte liegen in feuchten Wäldern, wo die Pflanzen an lichten Stellen vorkommen.

## Systematik und botanische Geschichte
Vanilla heterolopha wurde 1938 von Victor Samuel Summerhayes erstmals beschrieben.
Innerhalb der Gattung Vanilla wird Vanilla heterolopha in die Untergattung Xanata und dort in die Sektion Tethya, die alle Arten der Paläotropis enthält, eingeordnet. Nach Portères ähnelt sie vegetativ Vanilla africana, besitzt aber eine andere Struktur der Lippe. Soto Arenas und Cribb nennen neben Vanilla africana folgende Arten als Verwandte: Vanilla acuminata, Vanilla crenulata, Vanilla cucullata, Vanilla hallei, Vanilla ramosa und Vanilla zanzibarica.